# Římskokatolická církev ve Francii

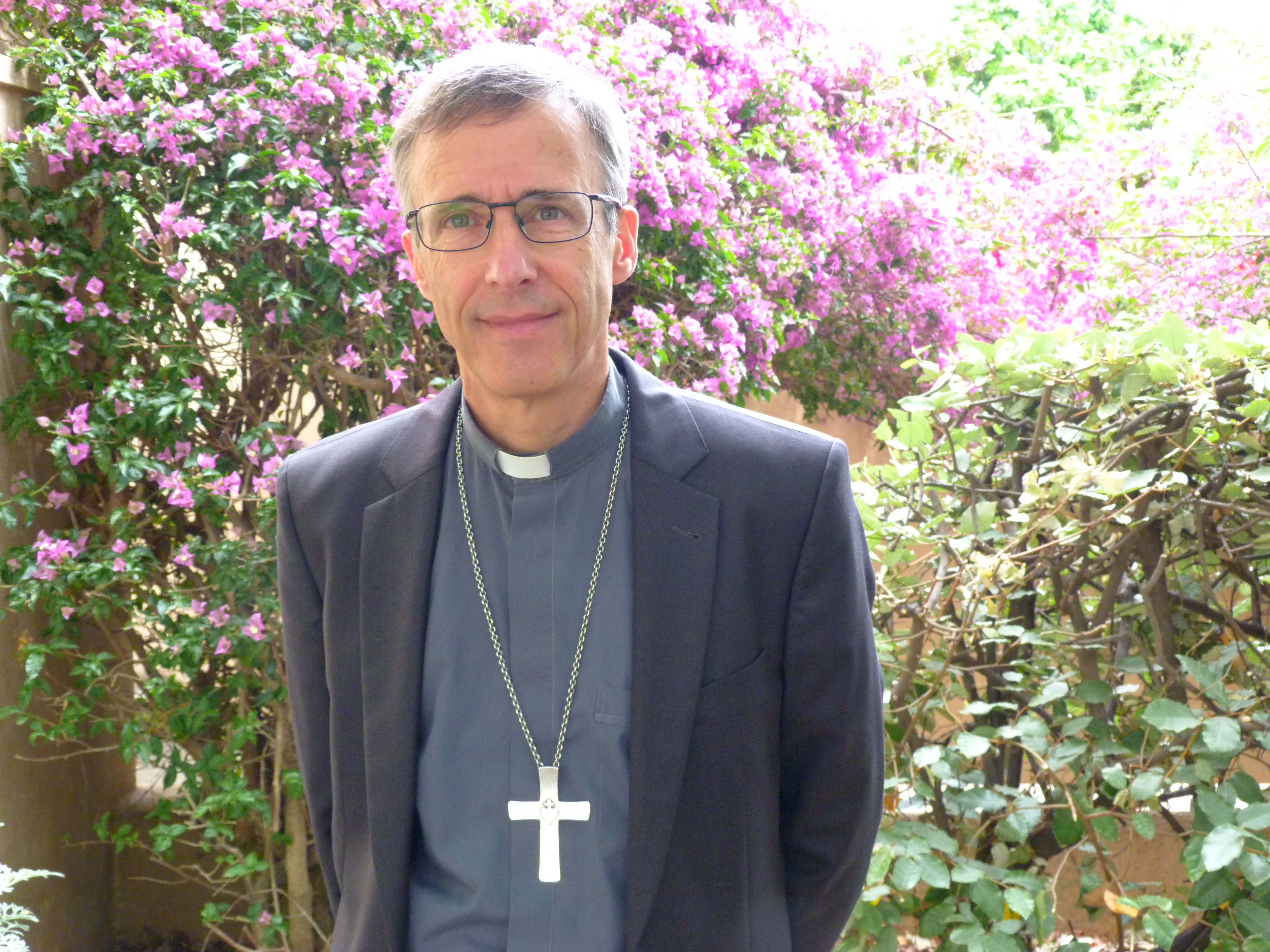
Mons. Olivier de Germay, arcibiskup lyonský a primas Galie (od r. 2020)

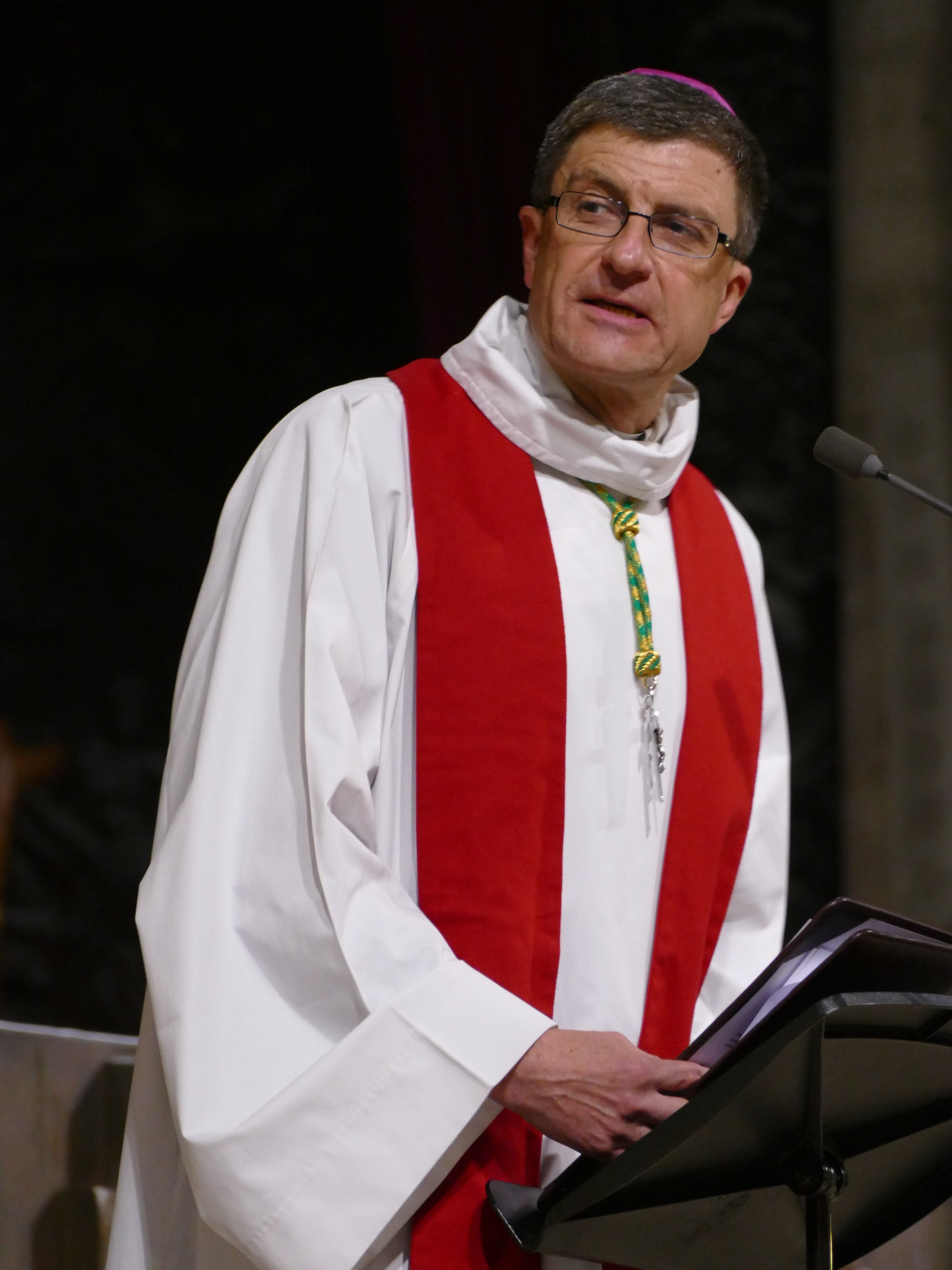
Mons. Éric de Moulins-Beaufort, arcibiskup remešský, předseda francouzské biskupské konference (od r. 2019)

Katolické vyznání, resp. římskokatolické, je hlavním francouzským náboženstvím. Ve Francii je 47 miliónů pokřtěných katolíků (77% populace), počet praktikujících je však nižší. Francie je rozdělena do 104 diecézí (93 diecézí na území kontinentální Francie, 9 v zámoří, vojenský ordinariát a prelatura Mission de France), které jsou seskupeny do 15 církevních provincií. Arcibiskupové v Paříži a Lyonu jsou obvykle jmenováni kardinály, často také arcibiskupové v Bordeaux a Marseille. Biskupové jsou organizovaní ve Francouzské biskupské konferenci, Svatý stolec je reprezentován apoštolským nunciem ve Francii. Biskupové diecézí v zámoří jsou organizováni v Pacifické biskupské konferenci (C.E.PAC.).

## Historie
Během Velké francouzské revoluce došlo ve Francii k zestátnění veškerého církevního majetku a odluce církve od státu. Během vlády Napoleona Bonaparta pak konkordátem z roku 1801. Revoluční status byl potvrzen později zákonem z roku 1905. Všechny budovy a kostely, které církev užívala v roce 1905, se staly vlastnictvím státu, který je vlastním nákladem udržuje. Specifická situace je v Alsasku-Moselsku, kde platí místní právo, které nezahrnuje zákony z roku 1905.

## Církev ve 21. století
Ve 21. století se kostely (zejména katolické) staly terčem vandalismu, devastace, úmyslně založených požárů apod. V roce 2017 bylo ve Francii registrováno 1038 případů antikřesťanského vandalství a profanace zaměřených proti kostelům a jiným křesťanským objektům (hřbitovům), nezřídka opakovaně. O rok později to podle statistiky ministerstva vnitra bylo 1063 případů.

## Organizační struktura církve v kontinentální Francii

Církevní provincie kontinentální Francie

Organizační struktura církve ve Francii byla naposledy reformována v roce 2002.

### Církevní provincie Besançon
- Arcidiecéze Besançon
  - Diecéze Belfort-Montbéliard
  - Diecéze Nancy
  - Diecéze Saint-Claude
  - Diecéze Saint-Dié
  - Diecéze Verdun

### Církevní provincie Bordeaux
- Arcidiecéze Bordeaux
  - Diecéze Agen
  - Diecéze Aire et Dax
  - Diecéze Bayonne
  - Diecéze Périgueux

### Církevní provincie Clermont
- Arcidiecéze clermontská
  - Diecéze Le Puy-en-Velay
  - Diecéze moulinská
  - Diecéze Saint-Flour

### Církevní provincie Dijon
- Arcidiecéze dijonská
  - Arcidiecéze Sens
  - Diecéze Autun
  - Diecéze neverská
  - Teritoriální prelatura Mission de France (sídlo v Pontigny)

### Církevní provincie Lille
- Arcidiecéze Lille
  - Arcidiecéze cambraiská
  - Diecéze Arras

### Církevní provincie Lyon
- Arcidiecéze lyonská
  - Arcidiecéze Chambéry
  - Diecéze Annecy
  - Diecéze Belley-Ars
  - Diecéze Grenoble-Vienne
  - Diecéze Saint-Etienne
  - Diecéze Valence
  - Diecéze Viviers

### Církevní provincie Marseille
- Arcidiecéze marseilleská
  - Arcidiecéze Aix-en-Provence
  - Arcidiecéze avignonská
  - Diecéze Ajaccio
  - Diecéze Digne
  - Diecéze Fréjus-Toulon
  - Diecéze Gap
  - Diecéze nicejská

### Církevní provincie Montpellier
- Arcidiecéze montpellierská
  - Diecéze carcassonsko-narbonská
  - Diecéze Mende
  - Diecéze Nîmes
  - Diecéze Perpignan-Elne

### Církevní provincie pařížská
- Arcidiecéze pařížská
  - Diecéze Créteil
  - Diecéze Évry-Corbeil-Essonnes
  - Diecéze Meaux
  - Diecéze Nanterre
  - Diecéze Pontoise
  - Diecéze Saint-Denis-en-France
  - Diecéze Versailles

### Církevní provincie Poitiers
- Arcidiecéze Poitiers
  - Diecéze Angoulême
  - Diecéze La Rochelle
  - Diecéze Limoges
  - Diecéze Tulle

### Církevní provincie Remeš
- Arcidiecéze remešská
  - Diecéze Amiens
  - Diecéze Beauvais
  - Diecéze Châlons
  - Diecéze Langres
  - Diecéze Soissons
  - Diecéze Troyes

### Církevní provincie Rennes
- Arcidiecéze Rennes
  - Diecéze Angers
  - Diecéze Laval
  - Diecéze Le Mans
  - Diecéze Luçon
  - Diecéze Nantes
  - Diecéze Quimper
  - Diecéze Saint-Brieuc
  - Diecéze Vannes

### Církevní provincie Rouen
- Arcidiecéze rouenská
  - Diecéze Bayeux
  - Diecéze Coutances
  - Diecéze Évreux
  - Diecéze Le Havre
  - Diecéze Sées

### Církevní provincie Toulouse
- Arcidiecéze toulouská
  - Arcidiecéze Albi
  - Arcidiecéze Auch
  - Diecéze Cahors
  - Diecéze Montauban
  - Diecéze pamierská
  - Diecéze Rodez
  - Diecéze Tarbes a Lourdes

### Církevní provincie Tours
- Arcidiecéze tourská
  - Arcidiecéze Bourges
  - Diecéze Blois
  - Diecéze chartreská
  - Diecéze orléanská

### Diecéze bezprostředně podřízené Svatému Stolci
- Arcidiecéze štrasburská (platí zde konkordát z roku 1801)
- Diecéze métská (platí zde konkordát z roku 1801)
- Eparchie pařížská svatého Kříže (Arménské katolické církve)
- Maronitská eparchie Panny Marie Libanonské v Paříži (Maronitské katolické církve)
- Pařížská eparchie byzantské ukrajinské církve svatého Vladimíra Velikého (Ukrajinské řeckokatolické církve, bezprostředně podřízená Svatému Stolci)

### Exarcháty a ordinariáty
- Francouzský vojenský ordinariát (bezprostředně podřízený Svatému Stolci, se sídlem v Paříži)
- Ordinariát pro katolíky východních ritů ve Francii (Současně je ordinářem arcibiskup pařížský)

## Církevní organizace ve francouzských zámořských teritoriích

### Církevní provincie Fort-de-France
- Arcidiecéze Saint-Pierre a Fort-de-France (Martinique)
  - Diecéze Basse-Terre (Guadeloupe)
  - Diecéze kayenská (Cayenne, Francouzská Guyana)

### Církevní provincie Papeete
- Arcidiecéze Papeete (Francouzská Polynésie)
  - Diecéze Taiohae (nebo Tefenuaenata) (Francouzská Polynésie)

### Církevní provincie Nouméa
- Arcidiecéze Nouméa (Nová Kaledonie)
  - Diecéze Wallis a Futuna (Wallis a Futuna)
  - K této církevní provincii také patří Diecéze Port-Vila, jejíž území je tvořeno nezávislým státem Vanuatu

### Diecéze bezprostředně podřízené Svatému Stolci
- Diecéze Saint-Denis-de-La Réunion (Réunion)